# Stenodryas atripes
Stenodryas atripes là một loài bọ cánh cứng trong họ Cerambycidae.